# カヤトースト
カヤトースト（英: kaya toast）とは、すでに焼き上げられたパンにカヤジャムと呼ばれるスプレッドを塗った上で、もう1度軽く焼き上げて作られる料理。旧イギリス領マラヤ連邦地域発祥で、現在はシンガポールの名物料理として知られる。

## 解説

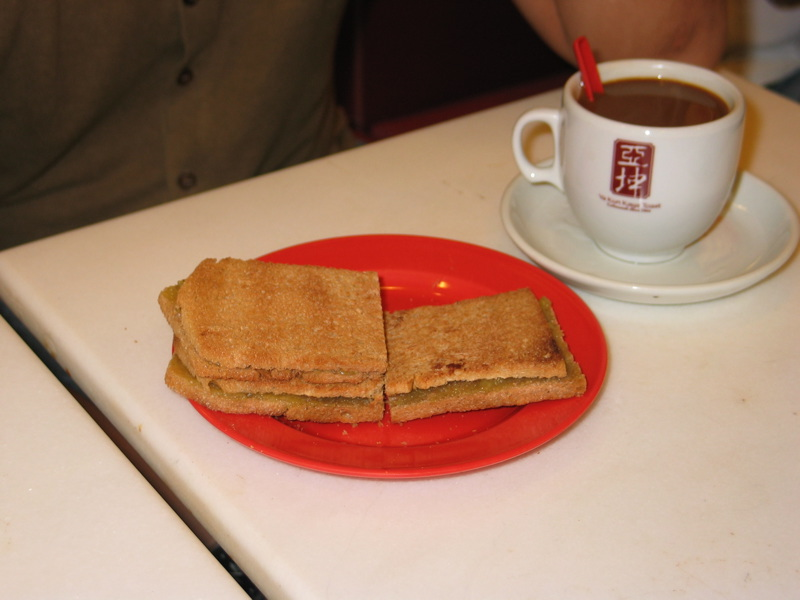
シンガポールのカフェ「ヤクンカヤトースト」で販売しているカヤトーストとコピ。

カヤトーストはシンガポールの有名な料理であり、朝食としてよく食される。カヤジャムに加えて、バター、マーガリン、ピーナッツバターなども同時に塗られる場合もある。  
1919年にキリニーロード（Killiney Road）にあったKheng Hoe Heng コーヒーショップで炭火焼きのトーストにバターとカヤジャムをサンドしたものを提供したのが最初と言われる。
カヤトーストはシンガポール人にとって朝食の定番のひとつではあるものの、1日中好きな時に食べられている。また、シンガポール人は、カヤトーストをしばしばコピ（地元のコーヒー）や紅茶と共に食べる。